# M・N・ヴィジャヤン
ムーライル・ナーラーヤナ・ヴィジャヤン（1930年 - 2007年10月3日）は、インドのマラヤーラム文学者、コラムニスト。
Purogamana Kala Sahitya Sangham会長、Deshabhimani編集長などを務めた。
著書『Chithayile Velicham』は1982年にKerala Sahitya Akademi Award for Literary Criticismを受賞した。
2007年、記者会見中に白目を剥いて倒れ、救急搬送されるも心臓発作により死去、77歳没。
記者会見は生中継されていたため、その際の録画映像が当時、英語圏のインターネットのアングラ・サイトなどに出回った。